# Società Aeroporto Catania
Società Aeroporto Catania (SAC) è la società che gestisce l'Aeroporto di Catania-Fontanarossa e l’Aeroporto di Comiso.
Controlla le seguenti società, strumentali alla gestione aeroportuale:
- SAC Service S.r.l.
- INTERSAC Holding S.p.A.
- SO.A.CO. S.p.A.

## Enti Soci
- Camera di Commercio di Catania
- Camera di Commercio di Siracusa
- Camera di Commercio di Ragusa
- Consorzio ASI di Catania
- Provincia di Catania
- Provincia di Siracusa